# Чечилия Бартоли
Чечилия Бартоли (на италиански: Cecilia Bartoli) е италианска оперна певица, мецосопран. Изявява се предимно в оперите на Моцарт и Росини, а така също и в не толкова популярни творби от барокови композитори. Въпреки че гласът ѝ е със сравнително малък певчески диапазон, със специфичния си тембър тя постига отличен вокален и драматичен ефект. Бартоли е една от най-популярните и най-продаваните оперни певици в последните години.
Израства в семейство на професионални певци. На 9 години прави първата си публична изява в операта „Тоска“ в ролята на овчаря. След това Бартоли започва да учи в консерваторията „Санта Чечилия“.
През 1985 г., на 19 г., Бартоли има участие в шоу за таланти по италианска телевизия, където диригентът Рикардо Мути я вижда и впечатлен от таланта ѝ я кани в Ла Скала. Няколко години по-късно – през 1990 г. – е поканена от Херберт фон Караян да пее на залцбургския великденски фестивал.
През 1996 г. прави своя дебют в Метрополитън опера като Деспина в операта „Така правят всички“ от Моцарт.
Поради специфичния си глас, Бартоли набляга на изпълненията на творби от по-ранните композитори от епохата на барока и класицизма като Вивалди, Глук, Салиери, Хайдн и Хендел.
В началото на 2005 г. изпълнява и роля за колоратурен сопран – тази на Клеопатра от хенделовата опера „Юлий Цезар“.

## Избрана дискография
- 1989 Росини: Севилският бръснар
- 1991 Моцарт: Така правят всички
- 1995 Cecilia Bartoli – A Portrait
- 1996 Моцарт: Арии
- 1997 An Italian Songbook
- 1997 Хайдн: Орфей и Евридика
- 1999 The Vivaldi Album – арии от Вивалди
- 2001 Глук – Италиански арии
- 2003 The Salieri Album – арии от Салиери
- 2005 Opera Proibita – арии от Хендел, Скарлати и Калдара
- 2007 Maria – албум в чест на творчеството на певицата от XIX век Мария Малибран (Maria Malibran)